# 薄叶玉心花
薄叶玉心花（学名：Tarenna gracilipes），为茜草科乌口树属下的一个植物种。